# Museo de Arte Contemporáneo de Castilla y León

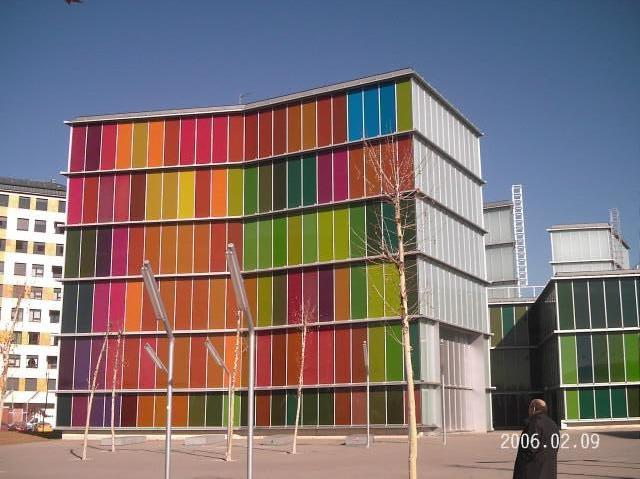
Het MUSAC of Museum voor Hedendaagse Kunst van Castilië en León

Het Museum voor Hedendaagse Kunst van Castilië en León (Spaans: Museo de Arte Contemporáneo de Castilla y León, MUSAC), is een kunstmuseum in de Spaanse stad León in de autonome gemeenschap van Castilië en León.
Het gebouw werd in april 2005 ingehuldigd door kroonprins Felipe van Spanje. Conservator Agustín Pérez Rubio bouwt een collectie hedendaagse kunst op met werken van 1992 tot heden.
Het bouwproject van Luis M. Mansilla en Emilio Tuñón van architectenbureau Mansilla+Tuñón werd reeds meermaals laureaat van architectuurprijzen waaronder in 2007 de European Union Prize for Contemporary Architecture (Mies van der Rohe Award).
Het gekleurd glaswerk werd geïnspireerd door en refereert aan het roosvenster van de plaatselijke 13e-eeuwse gotische Santa Maria de León-kathedraal.